# 日本編物手芸協会
公益財団法人日本編物手芸協会（にほんあみものしゅげいきょうかい）は、編物及び手芸の知識と技術向上のめのコンクール、資格制度、講座の開催等を通して、編物・手芸の普及を促進するために活動する公益法人。元文部科学省生涯学習政策局男女共同参画学習課所管。

## 沿革
- 1955年11月22日 - 設立、財団法人認可（旧文部省）
- 1958年 - NAS展示会～コンクール作品展示会～開催
- 2005年 - 創立50周年
- 2013年4月1日 - 公益財団法人化

## 主たる事業
NAS編物手芸新作コンクール＆発表展示会
ニット部門、手芸部門
資格制度
編物教師、編物講師、ハーダンガー刺繍講師、ニットサポーター
講座
ハーダンガー刺繍講座、指導者の方・指導者を目指す方のための高等講座、レース講座 